# Воробйов Олег Анатолійович

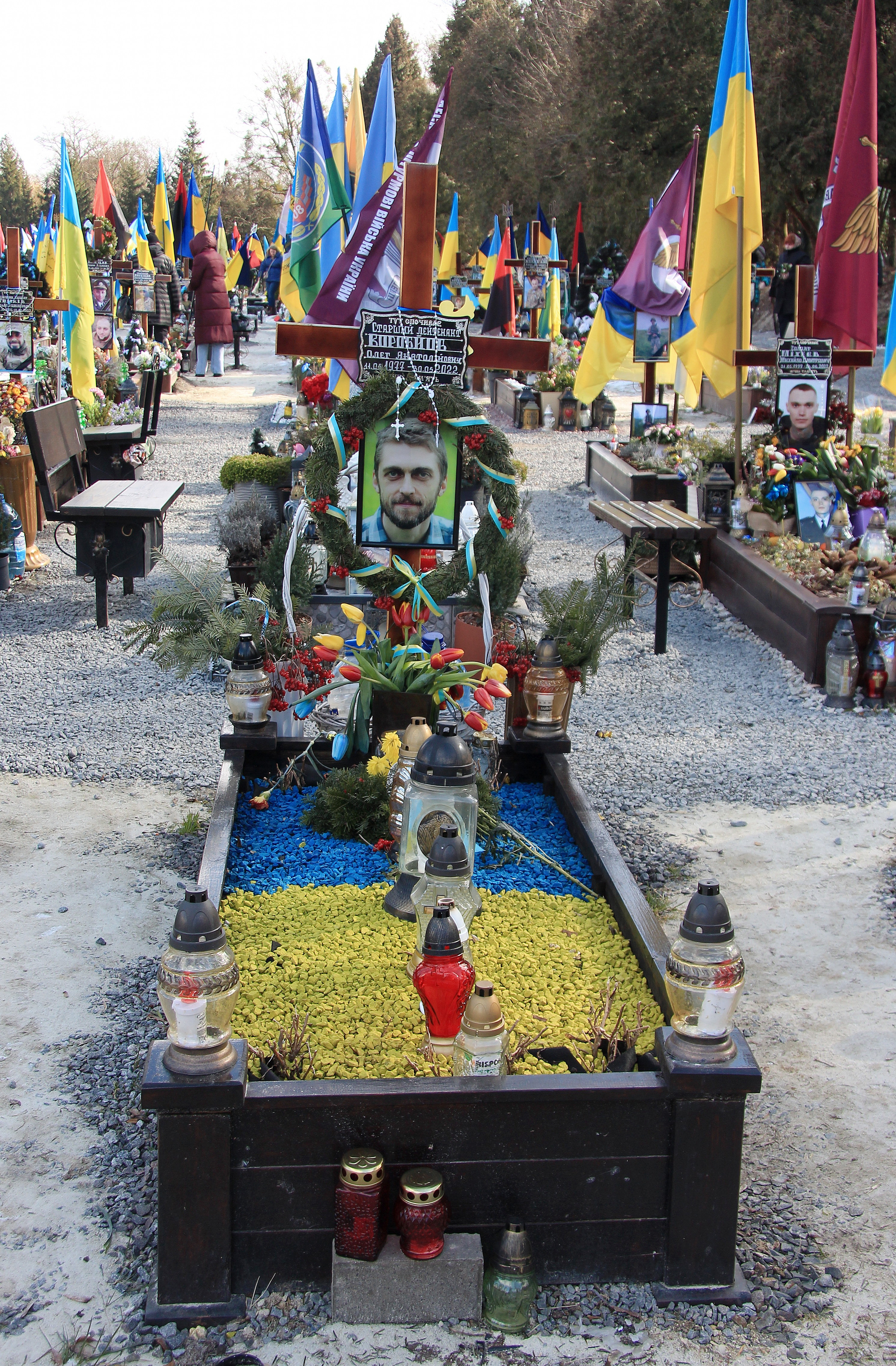

Олег Анатолійович Воробйов (11 травня 1977, м. Львів — 30 травня 2022, с. Оріхове, Луганська область) — український науковець, військовослужбовець, старший лейтенант 24 ОМБр Збройних сил України, учасник російсько-української війни. Кандидат фізико-математичних наук. Лицар ордена Богдана Хмельницького III ступеня (2023, посмертно).

## Життєпис
Закінчив середню загальноосвітню школу № 77 м. Львова з поглибленим вивченням економіки та управлінської діяльності (1991), Львівський фізико-математичний ліцей (1994), фізичний факультет Львівського національного університету імені Івана Франка (1999). 2021 року розпочав навчання в бізнес-школі Українського католицького університету.
Працював науковцем в Інституті фізики конденсованих систем НАН України. Мав свій бізнес.
Учасник програми Master of Science in Technology Management бізнес-школи Українського католицького університету, COO у The Spares Expert LtD; львівського музичного гурту «Riasni Drova Consort».
Учасник АТО. Після демобілізації разом із дружиною Олею Воробйовою, заснував проєкт психологічної підтримки для сімей учасників антитерористичної операції «Щасливі разом».
Мобілізований на фронт 24 лютого 2022 року. Потрапив в село Оріхове на Луганщині. Служив у медичному підрозділі, охороняв лікарів і поранених. Загинув 30 травня 2022 року внаслідок ракетної атаки.
Похований 28 червня 2022 року на Личаківському цвинтарі м. Львова.
Залишилася дружина, син та донька.

## Нагороди
- орден Богдана Хмельницького III ступеня (9 січня 2023, посмертно) — за особисту мужність і самовідданість, виявлені у захисті державного суверенітету та територіальної цілісності України, вірність військовій присязі[3].

## Вшанування пам'яті
На честь Олега Воробйова за ініціативи Бізнес-школи Українського католицького університету та його родини започатковано стипендіальний фонд, який має на меті зібрати 75 тисяч доларів.